# Riva di Solto
Riva di Solto (lombardul: Rìa de Sólt) település Olaszországban, Lombardia régióban, Bergamo megyében. Lakosainak száma 869 fő (2023. január 1.). Riva di Solto Parzanica, Fonteno, Marone, Pisogne és Solto Collina községekkel határos.

## Népesség
A település lakossága az elmúlt években az alábbi módon változott:
| Lakosok száma | 875  | 913  | 869  |
|               | 2017 | 2018 | 2023 |